# Funcție de ponderare
O funcție de ponderare este un procedeu matematic utilizat atunci când se efectuează o sumă, integrală sau medie pentru a da unor elemente mai multă "greutate" sau influență asupra rezultatului decât alte elemente din aceeași categorie. Rezultatul acestei aplicări a unei funcții de ponderare este o sumă ponderată, respectiv medie ponderată. Funcțiile de ponderare apar frecvent în statistică și analiza matematică și sunt strâns legate de conceptul de măsură. Funcțiile de ponderare pot fi utilizate atât în cazurile discrete cât și în cele continue. Ele pot fi utilizate pentru a construi sisteme de calcul numite „calcul ponderat” și „metacalcul”.

## Ponderarea discretă

### Definiția generală
În cazurile discrete, o funcție de ponderare {\displaystyle w\colon A\to \mathbb {R} ^{+}} este o funcție pozitivă definită pe o mulțime discretă {\displaystyle A}, care în mod obișnuit este finită sau numărabilă. Funcția de ponderare {\displaystyle w(a)=1} corespunde situației neponderate, în care toate elementele au aceeași pondere. Dacă funcția {\displaystyle f\colon A\to \mathbb {R} } este o funcție reală, suma neponderată a f pe A este definită drept
{\displaystyle \sum _{a\in A}f(a);}
dar dacă există o funcție de ponderare {\displaystyle w\colon A\to \mathbb {R} ^{+}}, suma ponderată este definită drept
{\displaystyle \sum _{a\in A}f(a)w(a).}
O aplicație obișnuită a sumelor ponderate apare în integrarea numerică.
Bacă B este o submulțime finită a lui A, se poate înlocui cardinalitatea neponderată |B| a lui B cu cardinalitatea ponderată
{\displaystyle \sum _{a\in B}w(a).}
Dacă A este o mulțime finită nevidă, se poate înlocui media neponderată
{\displaystyle {\frac {1}{|A|}}\sum _{a\in A}f(a)}
cu media ponderată: 
{\displaystyle {\frac {\sum _{a\in A}f(a)w(a)}{\sum _{a\in A}w(a)}}.}
În acest caz doar ponderile relative contează.

### Statistică
Media ponderată este utilizată curent în statistică pentru a compensa biasul. Pentru o cantitate f măsurată independent de mai multe ori {\displaystyle f_{i}} cu varianța {\displaystyle \sigma _{i}^{2}}, cea mai bună estimare a semnalului se obține prin media tuturor măsurătorilor cu ponderea {\textstyle w_{i}={\frac {1}{\sigma _{i}^{2}}}} și varianța rezultată este mai mică decât fiecare dintre măsurătorile independente {\textstyle \sigma ^{2}=1/\sum w_{i}}. Metoda verosimilității maxime ponderează diferența dintre valorile funcției de regresie și date folosind aceleași ponderi {\displaystyle w_{i}}.
Speranța matematică a unei variabile aleatoare este media ponderată a valorilor posibile pe care ar putea să le ia, ponderile fiind respectivele probabilități. În general, speranța matematică a unei funcții de variabilă aleatoare este media ponderată a probabilității valorilor pe care funcția le ia pentru fiecare valoare posibilă a variabilei aleatoare.
În regresii în care variabila dependentă este presupusă a fi afectată atât de valorile curente, cât și de cele din trecut ale variabilei independente, este estimată o funcție de întârziere distribuită, această funcție fiind o medie ponderată a valorilor variabilei curente și a diferitelor variabile independente. Similar, modelul mediei mobile specifică o variabilă care evoluează ca medie ponderată a valorii curente și a diferitelor valori din trecut ale variabilei aleatorii.

### Mecanică
Terminologia funcției de ponderare provine din mecanică: dacă cineva are n obiecte pe o pârghie, cu greutățile {\displaystyle w_{1},\ldots ,w_{n}} (unde ponderea este acum interpretată în sens fizic, ca greutate) și pozițiile lor {\displaystyle {\boldsymbol {x}}_{1},\dotsc ,{\boldsymbol {x}}_{n}}, atunci pârghia va fi în echilibru dacă punctul de sprijin al pârghiei se află la centrul de masă
{\displaystyle {\frac {\sum _{i=1}^{n}w_{i}{\boldsymbol {x}}_{i}}{\sum _{i=1}^{n}w_{i}}},}
care este și media ponderată a pozițiilor {\displaystyle {\boldsymbol {x}}_{i}}.

## Ponderarea continuă
În cazurile continui, o ponderare este o măsură pozitivă, cum ar fi {\displaystyle w(x)\,dx} pe unele domenii {\displaystyle \Omega }, care este de obicei un subspațiu al unui spațiu euclidian {\displaystyle \mathbb {R} ^{n}}, de exemplu {\displaystyle \Omega } poate fi un interval {\displaystyle [a,b]}. Aici {\displaystyle dx} este măsura Lebesgue iar {\displaystyle w\colon \Omega \to \mathbb {R} ^{+}} este o funcție nenegativă măsurabilă. În acest context, funcția de ponderare {\displaystyle w(x)} este uneori denumită densitate.

### Definiția generală
Dacă {\displaystyle f\colon \Omega \to \mathbb {R} } este o funcție reală, atunci integrala funcției neponderate este:
{\displaystyle \int _{\Omega }f(x)\ dx}
care poate fi generalizată la integrale ponderate:
{\displaystyle \int _{\Omega }f(x)w(x)\,dx}
De reținut că pentru ca integrala să fie finită este posibil să fie necesar ca f să fie absolut integrabilă în raport cu funcția de ponderare {\displaystyle w(x)\,dx}.

### Volumul ponderat
Dacă E este un subdomeniu al {\displaystyle \Omega }, atunci volumul vol(E) al lui E poate fi generalizat la volumul ponderat:
{\displaystyle \int _{E}w(x)\ dx,}

### Media ponderată
Dacă {\displaystyle \Omega } are un volum finit diferit de zero, atunci se poate înlocui media neponderată
{\displaystyle {\frac {1}{\mathrm {vol} (\Omega )}}\int _{\Omega }f(x)\ dx}
cu media ponderată:
{\displaystyle {\frac {\int _{\Omega }f(x)\,w(x)\,dx}{\int _{\Omega }w(x)\,dx}}}

### Forma biliniară
Dacă {\displaystyle f\colon \Omega \to {\mathbb {R} }} și {\displaystyle g\colon \Omega \to {\mathbb {R} }} sunt două funcții, se poate generaliza forma biliniară neponderată
{\displaystyle \langle f,g\rangle :=\int _{\Omega }f(x)g(x)\ dx}
la forma biliniară ponderată:
{\displaystyle \langle f,g\rangle :=\int _{\Omega }f(x)g(x)\ w(x)\ dx.}